# Ди Тулио (Кјети)
Ди Тулио (итал. Di Tullio) је насеље у Италији у округу Кјети, региону Абруцо.
Према процени из 2011. у насељу је живело 37 становника. Насеље се налази на надморској висини од 130 м.